# Pilocrocis runatalis
Pilocrocis runatalis là một loài bướm đêm trong họ Crambidae.